# Ischnoptera tolteca
Ischnoptera tolteca es una especie de cucaracha del género Ischnoptera, familia Ectobiidae. Fue descrita científicamente por Saussure en 1868.
Habita en México y Guatemala.